# 莱昂·弗拉芒
莱昂·弗拉芒（法語：Léon Flameng，1877年4月30日—1917年1月2日），法国男子自行车运动员。他曾代表法国参加1896年夏季奥林匹克运动会自行车比赛，获得一枚金牌、一枚银牌和一枚铜牌。